# Orgamara argentia
Orgamara argentia är en insektsart som beskrevs av Ball 1937. Orgamara argentia ingår i släktet Orgamara och familjen Dictyopharidae. Inga underarter finns listade i Catalogue of Life.